# كولي أومبرتو
كولي أومبرتو (بالإيطالية: Colle Umberto)‏ هي بلدية في مقاطعة تريفيزو بمنطقة فنيتة، شمال إيطاليا. تقع على بعد 60 كيلومترًا (37 ميلًا) شمال مدينة البندقية، و30 كيلومترًا (19 ميلًا) شمال تريفيزو.